# Special Olympics World Summer Games 2015

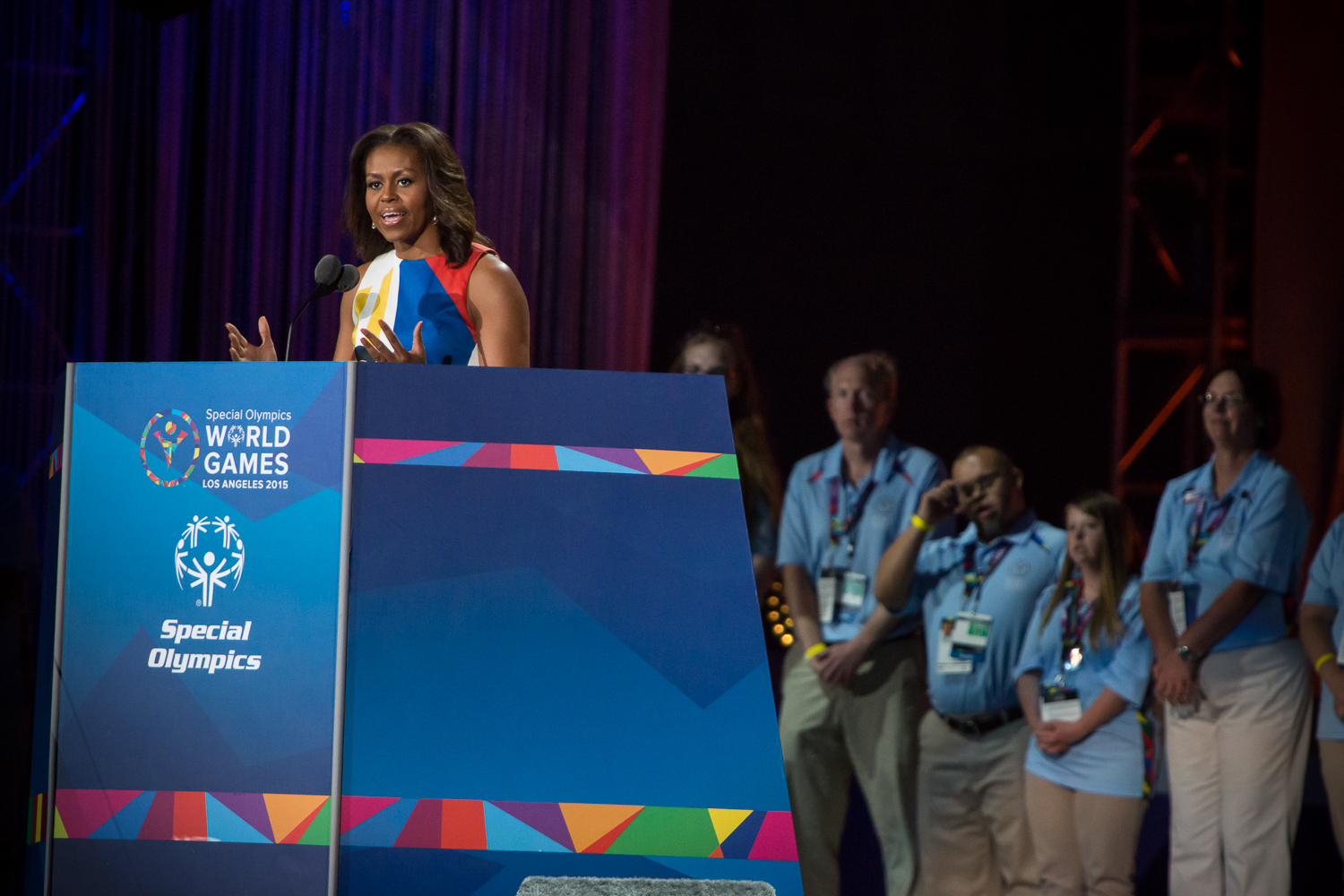
Special Olympics 2015 Eröffnungszeremonie mit Michelle Obama

Die 14. Special Olympics World Summer Games 2015 fanden vom 25. Juli bis zum 2. August 2015 im kalifornischen Los Angeles (USA) statt. Es nahmen fast 6500 Athleten aus 165 Ländern teil.

## Durchführung
Bei den Special Olympics 2015 halfen 30.000 Freiwillige und es kamen ungefähr 350.000 Zuschauer zu den Wettkämpfen. Aus Anlass der Spiele wurden auch das Host Town Programm und das Healthy Athlete Programm durchgeführt.
Die deutsche Delegation wurde innerhalb des Host Town Programms vor den Special Olympics von den Gemeinden Lincoln Heights, Alhambra und Monterey Park bei Los Angeles eingeladen.

### Veranstaltungsstätten
Für die Eröffnungs- und Schlussfeier benutzten die Veranstalter der Special Olympics das Los Angeles Memorial Coliseum, die eigentlichen Spiele fanden an 8 verschiedenen Veranstaltungsorten in und um Los Angeles statt:
- Los Angeles Convention Center
- Sporteinrichtungen der University of Southern California
- Sporteinrichtungen der University of California, Los Angeles
- Long Beach
- Griffith Park Golfplatz
- The Los Angeles Equestrian Center
- Lucky Strike Lanes Bowlinghalle
- The Balboa Sports Center

### Sportarten
Die Athletinnen und Athleten nahmen an 22 Sportarten teil:
- Badminton
- Basketball (Special Olympics)
- Beachvolleyball
- Boccia (Special Olympics)
- Bowling (Special Olympics)
- Fußball (Special Olympics)
- Golf (Special Olympics)
- Turnen (Special Olympics)
- Handball (Special Olympics)
- ID-Judo
- Kanusport (Special Olympics)
- Kraftdreikampf (Special Olympics)
- Leichtathletik (Special Olympics)
- Radsport (Special Olympics)
- Reiten (Special Olympics)
- Roller Skating (Special Olympics)
- Schwimmen (Special Olympics)
- Segeln (Special Olympics)
- Softball
- Tennis (Special Olympics)
- Tischtennis (Special Olympics)
- Volleyball (Special Olympics)

### Nationen
An den Spielen nahmen 165 Nationen teil. Die deutsche Delegation bestand aus 194 Personen, die an Wettkämpfen in 18 unterschiedlichen Sportarten teilnahmen.

### Zeremonien

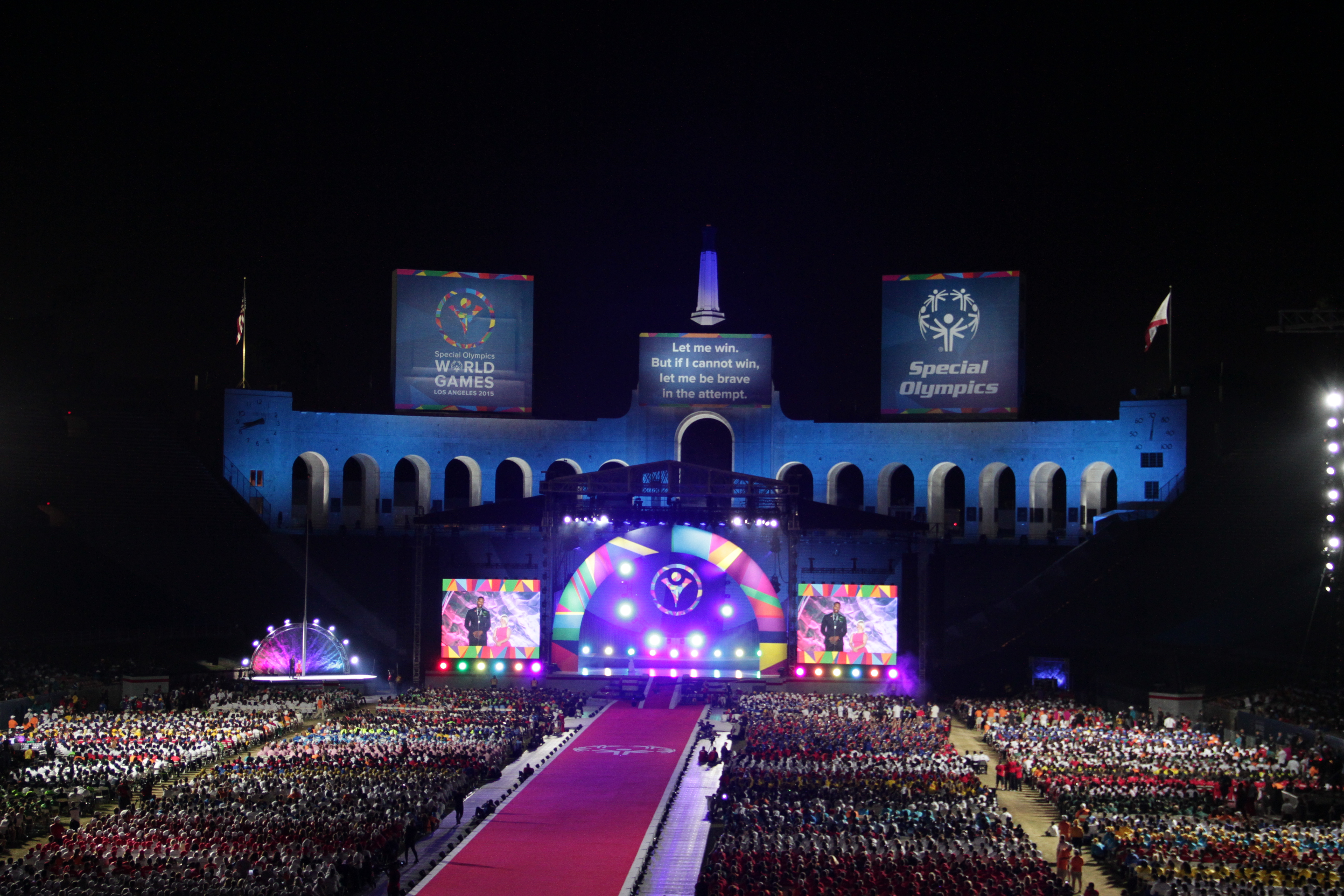
Projektion des Eides von Special Olympics bei der Eröffnungsfeier der Spiele

Eröffnet wurden die Spiele von Michelle Obama im Los Angeles Memorial Coliseum; im Rahmen der Eröffnungsfeier traten Cassadee Pope, Stevie Wonder und Avril Lavigne auf. Am 2. August wurden die Spiele offiziell mit einer Feier am selben Ort beendet. Während der Schlussfeier wurde die olympische Flagge an die Organisatoren der nächsten Special Olympics World Games 2017 übergeben und das olympische Feuer gelöscht. Außer dem Einzug der Nationen gab es auch ein Musikprogramm mit Carly Rae Jepsen.